# Nops sublaevis
Nops sublaevis är en spindelart som beskrevs av Simon 1893. Nops sublaevis ingår i släktet Nops och familjen Caponiidae.
Artens utbredningsområde är Venezuela. Inga underarter finns listade i Catalogue of Life.